# Molly Engstrom
Molly Marie Engstrom, född 1 mars 1983 i Siren i Wisconsin, är en amerikansk ishockeyspelare. Hon var med om att vinna OS-brons med det amerikanska landslaget i Turin 2006, hon har även ett OS-silver från Vancouver 2010. Hon har spelat för Culver Military Academy. Nu spelar Molly för Djurgårdens IF.